# Philip Carteret
Philip Carteret (Jersey, 1733. január 22. – Southampton, 1796. július 21.) angol haditengerész, felfedező, hajóstiszt.

## Életútja
1733-ban született Jersey szigetén. Felnőttkorában hajóstiszt volt, többször is utazást tett a Csendes-óceánon. Itt fedezte fel például a Salamon-szigeteket és a Carteret-szigeteket, ez utóbbi a felfedezőről kapta a nevét.
1796-ban hunyt el Southampton városában, 63 éves korában.